# Les Bonbons
Les Bonbons è il settimo album in studio del cantautore belga Jacques Brel, pubblicato nel 1966.

## Tracce
1. Les Bonbons
2. Les vieux
3. La parlote
4. Le dernier repas
5. Titine
6. Au suivant
7. Les toros
8. La Fanette
9. J'amais
10. Les filles et les chiens
11. Les bigotes
12. Les fenêtres